# Četverostruka zvijezda
Četverostruka zvijezda je zvjezdani sustav koji čine četiri gravitacijski vezane zvijezde. Može biti četiri različite zvijezde, trostruka zvijezda okolo koje kruži četvrta zvijezda, kao dvojna (dvostruka) zvijezda okolo koje (kojih) kruži na većoj udaljenosti treća i četvrta zvijezda ili druga dvostruka zvijezda. Primjer takve zvijezde je NGC 4982.